# Antologi
En antologi är en samling, företrädesvis av skönlitterära verk, till exempel lyrik- eller novellsamlingar. Termen kan även användas för film, musik- och notsamlingar samt för tecknade serier. I akademiska sammanhang syftar det på en bok där flera författare har skrivit varsitt kapitel.

## Historik
Antologi var i antikens Grekland benämning på samlingar av korta dikter, särskilt av epigram. Den äldsta antologin sammanställdes av diktaren Meleagros från Gadara i Palestina omkring år 60 f. Kr. Han kallade sin samling Stefanos (”krans”) och tog i den upp dikter av 46 äldre och samtida skalder samt av sig själv. Senare gjordes flera grekiska antologier som alla gått förlorade.
På 900-talet samlade Konstantinos Kefalas med hjälp av föregångarna en ny, vidlyftig antologi i 15 böcker med dikterna grupperade efter innehållet. Denna antologi innehåller dikter från flera århundraden. Ett utdrag av denna, i sju böcker, gjordes på 1300-talet av munken Maximos Planudes. Hans samling trycktes 1494 i Florens på uppdrag av den lärde greken Laskaris. En grekisk antologi i tre band, byggd på Kefalas, med strykningar och tillägg, gavs ut på 1770-talet av R. F. Ph. Brunek och följdes av flera liknande samlingar som av Stadtmueller 1894 – 1906.
De grekiska antologiernas närmaste motsvarighet i nyare tid bildar den franskklassiska tidens poésies fugitives. På svenska har epigram ur den grekiska antologin tolkats av bland annat Esaias Tegnér (1823), Emil Zilliacus (Grekiska epigram, 1923) och Elof Hellquist (Grekiska epigram i Världslitteraturen 5, 1929).

## Notantologier
Antologier i form av noter kallas notantologier och innehåller kompositioner av olika tonsättare, titlar och textförfattare från en viss period.

## Serieantologier
Antologier i form av serier kallas för serieantologier, till exempel Agent X9, Alla tiders seriejournal, Gigant, Topp-Serien och Western-Serier. Serieantologier förekommer även i bok- och albumform, till exempel Bild & Bubblas stora seriebok och Comics – den stora serieboken.